# Катой
Катой (тайск. กะเทย, [kaʔtʰɤːj]) — название «третьего пола» в Таиланде, состоящего из трансгендерных женщин. Их следует отличать от трансвеститов, принимающих женский облик, так как катои стремятся полностью соответствовать женскому образу. Представители этого «типа» называются в Таиланде также по-английски ladyboys или по-тайски sao (или phuying) praphet song («другой тип женщин»), а также phet thee sam (третий пол). Слово происходит из кхмерского языка и позже распространилось по всей Юго-Восточной Азии, кроме Филиппин, где чаще употребляется слово «bakla».
Слово катой в тайской культуре имеет грубый оттенок и, чаще всего, применяется как ругательное, осуждающее или даже оскорбляющее. Однако времена меняются, и с ростом толерантности в тайском обществе слово становится более шутливым или ироническим. 

## Описание
Понятие катой достаточно широко — оно описывает мужчин, которые демонстрируют женственность в разной степени — от одежды до применения, а также «женщин второго типа», которые для феминизации используют гормональную терапию, коррекцию формы груди, удаление адамова яблока и прохождения операции на гениталиях. Независимо от степени феминизации катой, их сексуальные интересы могут быть направлены на мужчин, женщин и других катоев.

## Социальные аспекты
Катои работают обычно на стереотипно "женских" работах — в магазинах, кофейнях, ресторанах, салонах красоты. Многие работают в туристических центрах и в индустрии развлечений — танцуют, выступают в кабаре — таких как Альказар или Тиффани в Паттайе.
«Третий пол» в Таиланде — достаточно привычное явление, нашедшее место в культуре страны: к катоям относятся немало популярных моделей, певиц и кинозвёзд, в таиландских газетах нередко печатают фотографии победителей конкурсов красоты среди женщин и катоев. Не только в городах, но и в сельской местности распространены катои, которые принимают активное участие в местных праздниках и смотрах красоты.

## Современные события
В 1996 студентка-катой убила молодую девушку. Это привело к бурной реакции таиландских газет, педагогические колледжи Раджабхат закрыли приём катоев в свои студенты. Решение было отменено после массового протеста групп гомосексуалов и присоединившихся к ним феминисток.
В 1996 волейбольная команда из гомосексуалов и катоев «Железные леди» победила в национальном первенстве. Правительство, заботясь об имидже страны, отстранило катоев от участия в национальной сборной.
Наибольшую известность в Таиланде получила Паринья Киатбусаба (Нонг Тум), победительница первенства по тайскому боксу. Она ушла из профессионального бокса в 1999, перейдя на тренерскую работу по причине серии операций по смене пола, и вернулась в бокс в 2006.

## Кино
Получил известность документальный фильм Ladyboys, вышедший в 1992 и рассказывающий о двух молодых катоях из Паттайи.
Серия фильмов The Iron Ladies и The Iron Ladies 2 вышла про знаменитую волейбольную команду.
В 2002 появился таиландский фильм Saving Private Tootsie о группе гомосексуалов и катоев, спасающихся в джунглях после аварии самолёта. Канвой для фильма послужили реальные события со знаменитыми эстрадными артистами.
О жизни боксёра Нонг Тум снят фильм «Прекрасный боксёр» в 2003 г. В отличие от фильмов «The Iron Ladies 1 & 2», этот фильм не ироничный, а довольно серьёзный.
Также много катоев снимается в порнофильмах.